# Nicolás Massú
Nicolás Alejandro Massú Fried (ur. 10 października 1979 w Viña del Mar) – chilijski tenisista, mistrz olimpijski z Aten (2004) w grze pojedynczej i podwójnej.

## Kariera tenisowa
Jako junior wygrał turniej Orange Bowl w 1997 roku, a sezon ten zakończył na 1. miejscu w juniorskim rankingu debla z tytułami wielkoszlemowymi na Wimbledonie (w parze z Luisem Horną) i US Open (z Fernando Gonzálezem).
Jako zawodowy tenisista występował w latach 1997–2013.
W grze pojedynczej wygrał 6 turniejów o randze ATP World Tour oraz awansował do 9 finałów.
W grze podwójnej Massú zwyciężył w 1 turnieju oraz doszedł do 2 finałów.
W latach 1996–2011 reprezentował Chile w Pucharze Davisa. Rozegrał przez ten czas 56 meczów w zawodach, z których w 32 zwyciężył.
W 2000 roku zagrał na igrzyskach olimpijskich w Sydney. Był podczas imprezy chorążym Chile, a z zawodów singlowych odpadł w 2 rundzie, natomiast w deblu wspólnie z Marcelo Ríosem w 1 rundzie. W 2004 roku zdobył złote medale w grze pojedynczej i podwójnej w Atenach. W finale singla pokonał Mardy'ego Fisha, natomiast w deblu razem z Fernando Gonzálezem Niemców Nicolasa Kiefera i Rainera Schüttlera. Startował na igrzyskach olimpijskich w Pekinie, jednak został wyeliminowany z rozgrywek w 1 rundach singla i debla.
W rankingu gry pojedynczej Massú najwyżej był na 9. miejscu (13 września 2004), a w klasyfikacji gry podwójnej na 31. pozycji (25 lipca 2005).

### Finały w turniejach ATP World Tour
| Nazwa                         |
| ----------------------------- |
| Wielki Szlem                  |
| Igrzyska olimpijskie          |
| Tennis Masters Cup            |
| ATP Masters Series            |
| ATP International Series Gold |
| ATP International Series      |

#### Gra pojedyncza (6–9)
| Końcowy wynik | Nr | Data                 | Turniej                     | Nawierzchnia  | Przeciwnik          | Wynik finału            |
| ------------- | -- | -------------------- | --------------------------- | ------------- | ------------------- | ----------------------- |
| Finalista     | 1. | 8 maja 2000          | Orlando                     | Ceglana       | Fernando González   | 2:6, 3:6                |
| Finalista     | 2. | 7 stycznia 2001      | Adelaide                    | Twarda        | Tommy Haas          | 3:6, 1:6                |
| Zwycięzca     | 1. | 24 lutego 2002       | Buenos Aires                | Ceglana       | Agustín Calleri     | 2:6, 7:6(5), 6:2        |
| Zwycięzca     | 2. | 20 lipca 2003        | Amersfoort                  | Ceglana       | Raemon Sluiter      | 6:4, 7:6(3), 6:2        |
| Finalista     | 3. | 27 lipca 2003        | Kitzbühel                   | Ceglana       | Guillermo Coria     | 1:6, 4:6, 2:6           |
| Finalista     | 4. | 14 września 2003     | Bukareszt                   | Ceglana       | David Sánchez       | 2:6, 2:6                |
| Zwycięzca     | 3. | 28 września 2003     | Palermo                     | Ceglana       | Paul-Henri Mathieu  | 1:6, 6:2, 7:6(0)        |
| Finalista     | 5. | 19 października 2003 | Madryt                      | Twarda (hala) | Juan Carlos Ferrero | 3:6, 4:6, 3:6           |
| Zwycięzca     | 4. | 25 lipca 2004        | Kitzbühel                   | Ceglana       | Gastón Gaudio       | 7:6(3), 6:4             |
| Zwycięzca     | 5. | 22 sierpnia 2004     | Igrzyska olimpijskie, Ateny | Twarda        | Mardy Fish          | 6:3, 3:6, 2:6, 6:3, 6:4 |
| Finalista     | 6. | 5 lutego 2006        | Viña del Mar                | Ceglana       | José Acasuso        | 4:6, 3:6                |
| Zwycięzca     | 6. | 25 lutego 2006       | Costa do Sauípe             | Ceglana       | Alberto Martín      | 6:3, 6:4                |
| Finalista     | 7. | 1 maja 2006          | Casablanca                  | Ceglana       | Daniele Bracciali   | 1:6, 4:6                |
| Finalista     | 8. | 23 lipca 2006        | Amersfoort                  | Ceglana       | Novak Đoković       | 6:7(5), 4:6             |
| Finalista     | 9. | 4 lutego 2007        | Viña del Mar                | Ceglana       | Luis Horna          | 5:7, 3:6                |

#### Gra podwójna (1–2)
| Końcowy wynik | Nr | Data             | Turniej                     | Nawierzchnia | Partner            | Przeciwnicy                     | Wynik finału               |
| ------------- | -- | ---------------- | --------------------------- | ------------ | ------------------ | ------------------------------- | -------------------------- |
| Finalista     | 1. | 7 marca 2004     | Acapulco                    | Ceglana      | Juan Ignacio Chela | Bob Bryan Mike Bryan            | 2:6, 3:6                   |
| Zwycięzca     | 1. | 22 sierpnia 2004 | Igrzyska olimpijskie, Ateny | Twarda       | Fernando González  | Nicolas Kiefer Rainer Schüttler | 6:2, 4:6, 3:6, 7:6(7), 6:4 |
| Finalista     | 2. | 24 lipca 2005    | Amersfoort                  | Ceglana      | Fernando González  | Martín García Luis Horna        | 4:6, 4:6                   |